# Wapen van Hurwenen

Het wapen van Hurwenen zoals in 1906 werd verleend

Het wapen van Hurwenen per 1907 met kroon en schildhouders

Het wapen van Hurwenen werd op 28 december 1906 per Koninklijk Besluit door de Hoge Raad van Adel aan de Gelderse gemeente Hurwenen toegekend, echter zonder kroon en zonder de wildemannen als schildhouders. Na protesten van de gemeente verleende de Hoge Raad alsnog op 19 december 1907 het gewenste wapen. Vanaf 1 juli 1955 is het wapen niet langer als gemeentewapen in gebruik omdat de gemeente Hurwenen opging in de gemeente Rossum. 

## Blazoenering
De blazoenering van het wapen per 19 december 1907 luidt als volgt:
Van zilver met 3 rechterschuinbalken van sabel. Het schild gedekt met een gouden kroon van drie fleurons en twee paarlen en vastgehouden door twee naakte wildemannen, houdende ieder een staf in de hand.
In de heraldiek wordt het wapen beschreven van achter het schild, waardoor links en rechts voor de toeschouwer verwisseld zijn. Het schild is gedekt met een gravenkroon.

## Verklaring
Het wapen is gebaseerd op het wapen van familie Van Dieden. Zij waren de oudst bekende heren van Hurwenen die de heerlijkheid bezaten van 1593 tot 1730. Hierbij hoorde ook de kroon en de schildhouders in de vorm van twee wildemannen.
Aalst · 
Ammerzoden · 
Angerlo · 
Appeltern · 
Batenburg · 
Beesd · 
Beltrum · 
Bemmel · 
Bergharen · 
Bergh · 
Beusichem · 
Borculo · 
Brakel · 
Buurmalsen · 
Deil · 
Didam · 
Dinxperlo · 
Dodewaard ·
Doornspijk ·
Dreumel ·
Driel ·
Echteld ·
Eibergen ·
Elst ·
Est en Opijnen ·
Everdingen ·
Ewijk ·
Gameren ·
Geesteren · 
Geldermalsen · 
Gendringen · 
Gendt ·
Groenlo ·
Groesbeek ·  
Haaften ·
Hedel ·
's-Heerenberg ·
Heerewaarden ·
Hemmen ·
Hengelo ·
Herwen en Aerdt ·
Herwijnen ·
Heteren ·
Heukelum ·
Hoevelaken ·
Horssen ·
Huissen ·
Hummelo en Keppel ·
Hurwenen  ·
Kerkwijk ·
Keppel ·
Kesteren ·
Laren · 
Lichtenvoorde ·
Lienden ·
Lingewaal · 
Maurik ·
Millingen aan de Rijn ·
Nederhemert ·
Neede ·
Neerijnen ·
Netterden ·
Niftrik ·
Nijbroek ·
Ophemert ·
Overasselt ·
Pannerden ·
Poederoijen · 
Renkum ·
Rijnwaarden ·
Rossum ·
Ruurlo ·
Steenderen ·
Terborg ·
Twello ·
Ubbergen ·
Valburg ·
Varik ·
Vorden ·
Vuren ·
Waardenburg ·
Wadenoijen ·
Wamel ·
Wehl ·   
Warnsveld ·
Wisch ·
Zeddam ·
Zelhem ·
Zoelen ·
Zuilichem 

Dorps-, heerlijkheids- en stadswapens: 

Acquoy 
· Baak 
· Barlham 
· Bredevoort 
· Doreweerd 
· Elden
· Enspijk 
· Gellicum 
· Groessen 
· Hakfort 
· Hellouw 
· IJzendoorn 
· Kell  
· Lede en Oudewaard 
· Lichtenberg 
· Loil 
· Maasbommel 
· Meijnerswijk 
· Meteren 
· Middagten 
· Rhenoy 
. Rumpt
· Tricht 
· Verwolde 
· Wildenborch